# The Portrait of Your Funeral
The Portarit of Your Funeral은 대한민국의 헤비메탈 밴드 바세린의 첫 번째 앨범이다.
- 한국에서의 앨범 발매 비용은 일본에 선수출 후 수익으로 이뤄졌다는 것이 특이사항이다.[1]
- 2002년 7월 16일 발매되었으며 마스터링은 벨기에 MIDAS STUDIO의 토니 드 블록이 맡았다.
- 총 14트랙으로 구성되어있으며 바세린 초창기의 아르페지오 가득한 하드코어 앨범이다.

## Track List
1. Aspera Fortunae
2. Crane
3. Good Life
4. The Expression Of The Arrogant God
5. Pierce A Knife In My Heart With Your Hands
6. Missing Link
7. Question & Answer
8. Pure
9. In This Madness
10. Don't Close Your Eyes
11. Boredom In The Pressure
12. Separation
13. Seed
14. Hortus Metus (song for Envy)